# Polyphylla shestakowi
Polyphylla shestakowi är en skalbaggsart som beskrevs av Semenov 1900. Polyphylla shestakowi ingår i släktet Polyphylla och familjen Melolonthidae. Inga underarter finns listade i Catalogue of Life.